# SMBCファイナンスサービス
SMBCファイナンスサービス株式会社（エスエムビーシーファイナンスサービス、英称：SMBC Finance Service Co.,Ltd）は、かつて存在した、三井住友フィナンシャルグループの総合金融業。
現在の法人は初代法人と合併したセディナから社名変更した2代目法人で、三井住友カードの子会社となる。2024年4月1日、三井住友カードに吸収合併された。

## 概要
旧住友銀行系のベンチャーキャピタル「日本ベンチャーキャピタル」として設立したが、程なく業務をベンチャーキャピタル部門からファクタリング部門にシフトし（現在は大和SMBCキャピタルから分割したSMBCベンチャーキャピタルが同部門を担っている）、旧太陽神戸銀行系の債権回収会社「太陽神戸ファクター」を創業とする「さくらファイナンスサービス」と合併した。
現在はファクタリング部門のほか、口座自動振替代行、コンビニエンスストアでの各種料金収納代行、電子商取引（eコマース）における決済代行、デビットカードによる決済ソリューションの提供などが事業の主軸となっている。特にコンビニエンスストアでの料金収納代行は、日本国内大手・中堅のほとんどのコンビニエンスストアと提携を結んでおり、同社との提携により、収納元が発行する一枚の払込票で、全国のコンビニエンスストアでの料金支払を可能とさせている。
2020年7月に当社の親会社で、クレジットカードや信販業務などを行う株式会社セディナと合併され、存続会社となった株式会社セディナが被合併会社である当社の社名を引き継ぐ形で社名変更した（逆さ合併による統合）。

## 沿革
旧セディナの沿革については、セディナ#沿革を参照。

### 初代法人
- 1972年（昭和47年）12月5日 - 「日本ベンチャーキャピタル株式会社」を設立。
- 1978年（昭和53年） - 「総合ファイナンス株式会社」に商号を変更。
- 1985年（昭和60年） - 「住銀ファイナンス株式会社」に商号を変更。
- 2001年（平成13年） - 「エスエムビーシーファイナンス株式会社」に商号を変更。
- 2002年（平成14年） - エスエムビーシーファクター株式会社と合併。
- 2003年（平成15年） - 株式会社三井ファイナンスサービス、さくらファイナンスサービス株式会社と合併。「SMBCファイナンスサービス株式会社（初代）」に商号を変更。
- 2012年（平成24年）3月31日 - 株式会社セディナの子会社となる[3]。これにより三井住友フィナンシャルグループから見たら曾孫会社になる[注 1]。

### 2代目法人
- 2020年（令和2年）7月1日 - 株式会社セディナが（旧）SMBCファイナンスサービス株式会社（初代）を合併し、（新）「SMBCファイナンスサービス」に商号を変更[4]。
- 2024年（令和6年）4月1日 - 三井住友カードに吸収合併され消滅[1][5]。